# De Brauw Blackstone Westbroek
De Brauw Blackstone Westbroek N.V. es una firma de abogados holandesa con sede en la ciudad de Ámsterdam con oficinas en  Bruselas, Frankfurt, Londres, Shanghái y Singapur. La firma posee 60 socios y unos 300 abogados calificados. La firma fue fundada en  1871.
En el 2020 la firma fue distinguida como "Firma Legal Neerlandesa del Año" por Chambers and Partners Europe Awards. Su facturación anual es de 160 millones de Euros (2017).

## Temas y áreas
En 2018, Chambers & Partners calificó a De Brauw en la cúspide en doce áreas de trabajo, que es la segunda calificación más alta de una firma de abogados de los Países Bajos. Las principales áreas y temas en los que De Brauw ofrece servicios son:
- Arbitraje
- Mercados de capital
- Competencia y regulaciones
- Construcción
- Consultoría corporativa
- Gestión corporativa
- Empleo y beneficio de empleados
- Energía, Infraestructura y Medio Ambiente
- Finanzas y reestructuraciones
- Instituciones financieras
- Regulación de mercados financieros
- Insolvencia
- Seguros
- Propiedad intelectual
- Comercio internacional
- Gestión de inversiones
- Litigación
- Fusiones y compras
- Pensiones
- Privacidad y seguridad de datos
- Capital privado
- Bienes raíces
- Regulatory & Criminal Enforcement
- Litigación ante la Corte Suprema
- Impuestos

## Conexiones internacionales
Desde hace varios años De Brauw Blackstone Westbroek es parte de una red europea de firmas de abogados, a veces denominada ‘Mejores Amigos’. Los miembros son todos bufetes renombrados y líderes en sus jurisdicciones: Slaughter and May (GB), Bredin Prat (Francia), Hengeler Mueller (Alemania), Uría Menéndez (España), BonelliErede (Italia)